# Christlichsoziale Partei Obwalden
De Christlichsoziale Partei Obwalden (Nederlands: Christelijk-Sociale Partij Obwalden, CSP Obwalden) is een christelijk-sociale partij in het Duitstalige Zwitserse kanton Obwalden. Binnen dit kanton neemt de partij een belangrijke politieke positie in en is o.a. vertegenwoordigd in de Regeringsraad van het kanton. Sinds 2011 maakt de partij met één zetel deel uit van de Nationale Raad.

## Geschiedenis
De CSP Obwalden kwam voort uit de christelijk sociale beweging die al sinds de jaren '30 en '40 van de vorige eeuw actief was in Obwalden. De christelijk socialen maakten aanvankelijk deel uit van de Katholieke-Conservatieve Partij (de latere Christendemocratische Volkspartij) en slaagden er in de jaren zestig voor het eerst in een afgevaardigde in de Regeringsraad (kantonsregering) gekozen te krijgen. In 1982 maakte de CSP Obwalden zich los van de CVP en vormde een eigen fractie in het Obwalder kantonsparlement. In 2002 maakte de partij zich formeel los van de CVP en in 2005 sloot de CSP Obwalden zich aan bij de Christelijk Sociale Partij van Zwitserland (CSP Schweiz), maar in 2010 kwam het reeds tot een breuk.
Sinds 2010 is de CSP Obwalden een volledig zelfstandige partij. Bij de parlementsverkiezingen van 2011 werd Karl Vogler namens de CSP Obwalden in de Nationale Raad (lagerhuis van het federaal parlement) gekozen. Hij werd in 2015 herkozen. Vogler maakt deel uit van de CVP-fractie in de Bondsvergadering.

## Verkiezingsuitslagen

### Kantonsraad van Obwalden
| Jaar | Zetels |
| ---- | ------ |
| 1970 | 6      |
| 1974 | 8      |
| 1978 | 7      |
| 1982 | 7      |
| 1986 | 8      |
| 1990 | 7      |
| 1994 | 10     |
| 1998 | 10     |
| 2002 | 8      |
| 2006 | 10     |
| 2010 | 8      |
| 2014 | 7      |

### Regeringsraden
- Ignaz Britschgi, Sarnen — 1960–1974
- Alfred von Ah, Giswil — 1974–1990
- Hans Hofer, Lungern — 1990–2009
- Hans Matter, Alpnach — 1996–2009
- Franz Enderli, Kerns — 2009–

### Nationale Raad
| Zetelverdeling CSP Obwalden 2011-2015 Nationale Raad |        |      |         |
| Jaar                                                 | Zetels | %    | +/-     |
| 2011                                                 | 1      | 0,37 | 1       |
| 2015                                                 | 1      | 0,40 | Stabiel |